# Еравур-6
Грама Ніладхарі Еравур-6 (№ 192A) — Грама Ніладхарі підрозділу ОС Еравур-Таун, округ Баттікалоа, Східна провінція, Шрі-Ланка.

## Демографія
| Населення (2007) | Населення (2007) | Населення (2007) | Населення (2007) | Населення (2007) |
| Населення        | Чоловіки         | Жінки            | Діти             | Дорослі          |
| ---------------- | ---------------- | ---------------- | ---------------- | ---------------- |
| 1192             | 592              | 600              | 421              | 771              |